# آن هيوز
آن هيوز (بالإنجليزية: Anne Hughes)‏ هي صاحبة مطعم أمريكية، ولدت في 21 سبتمبر 1944 في واشنطن العاصمة في الولايات المتحدة.